# Cajamar
Cajamar est une ville brésilienne de l'État de São Paulo. Sa population était estimée à 92 689 habitants.

## Démographie
| Évolution de la population (municipalité) | Évolution de la population (municipalité) | Évolution de la population (municipalité) | Évolution de la population (municipalité) |
| Année                                     | Population                                |                                           | %±                                        |
| ----------------------------------------- | ----------------------------------------- | ----------------------------------------- | ----------------------------------------- |
| 1960                                      | 6 438                                     |                                           | —                                         |
| 1970                                      | 10 355                                    |                                           | 60,8%                                     |
| 1980                                      | 21 942                                    |                                           | 111,9%                                    |
| 1991                                      | 33 736                                    |                                           | 53,8%                                     |
| 2000                                      | 50 761                                    |                                           | 50,5%                                     |
| 2010                                      | 64 114                                    |                                           | 26,3%                                     |
| 2022                                      | 92 689                                    |                                           | 44,6%                                     |
| ,                                         |                                           |                                           |                                           |

## Administration
| Période | Période | Identité                   | Étiquette | Qualité |
| ------- | ------- | -------------------------- | --------- | ------- |
| 2009    | 2012    | Daniel Ferreira da Fonseca | PSDB      |         |
| 2013    | 2016    | Daniel Ferreira da Fonseca | PSDB      |         |